# Scheloribates rugosus
Scheloribates rugosus är en kvalsterart som beskrevs av Hammer 1958. Scheloribates rugosus ingår i släktet Scheloribates och familjen Scheloribatidae. Inga underarter finns listade i Catalogue of Life.